# Nazionale maschile di baseball di Malta
La Nazionale maschile di baseball di Malta rappresenta Malta nelle competizioni internazionali. Si è unita alla Federazione europea baseball nel 1983.

## Risultati
Nel Campionato europeo baseball U21 del 2006 si è classificata in 11ª posizione.